# Thierychinus
Thierychinus is een geslacht van uitgestorven zee-egels uit de familie Stomechinidae.

## Soorten
- Thierychinus delaunayi Lambert, 1911 † Dogger (Bajocien), Frankrijk.